# Balesudden
Balesudden ist eine Halbinsel, die sich in der Nähe von Örnsköldsvik in der Region Höga Kusten in Schweden in der Provinz Västernorrlands län befindet. Die Halbinsel ist bekannt für ihre unberührte Natur und ihre malerische Schönheit.
Balesudden ist ein beliebtes Ziel für Outdoor-Aktivitäten wie Wandern, Angeln und Kanufahren. Es gibt mehrere Wanderwege auf der Halbinsel, die durch dichte Wälder und entlang der Küste führen. Von den Wanderwegen aus können Besucher die atemberaubende Aussicht auf das Meer und die umliegende Landschaft genießen. Der höchste Punkt liegt bei ca. 150 Metern über dem Meeresspiegel.